# Florent Mather
Florent Mather (ur. 11 czerwca 1981 w Grenoble) – francuski snowboardzista. Nie startował na igrzyskach olimpijskich. Na mistrzostwach świata najlepszy wynik uzyskał na mistrzostwach w Madonna di Campiglio, gdzie zajął 15. miejsce w snowcrossie. Najlepsze wyniki w Pucharze Świata osiągnął w sezonie 2003/2004, kiedy to zajął 10. miejsce w klasyfikacji generalnej.
W 2006 r. zakończył karierę.

## Sukcesy

### Mistrzostwa Świata
| Miejsce | Dzień       | Rok  | Miejscowość          | Konkurencja    | Zwycięzca           |
| ------- | ----------- | ---- | -------------------- | -------------- | ------------------- |
| 15.     | 28 stycznia | 2001 | Madonna di Campiglio | Snowboardcross | Guillaume Nantermod |
| 21.     | 16 stycznia | 2005 | Whistler             | Snowboardcross | Seth Wescott        |

### Puchar Świata

#### Miejsca w klasyfikacji generalnej
- 1999/2000 – 127.
- 2000/2001 – 100.
- 2001/2002 – 49.
- 2002/2003 – 18.
- 2003/2004 – 10.
- 2004/2005 – –
- 2005/2006 – 344.

#### Miejsca na podium
1. Whistler – 11 grudnia 2003 (Snowcross) – 1. miejsce
2. Nassfeld – 15 grudnia 2004 (Snowcross) – 2. miejsce